# غبي (سمك)

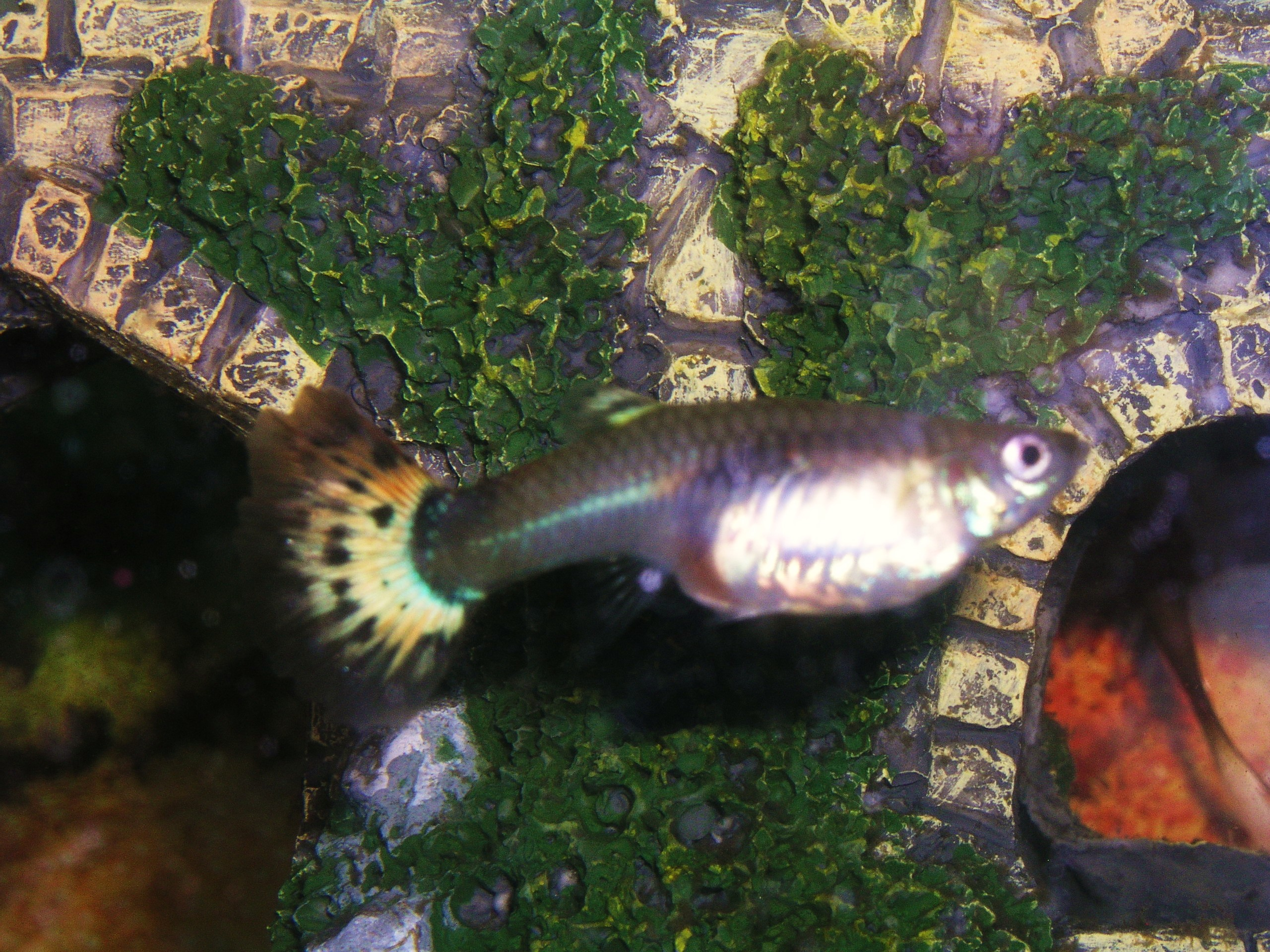
سمكة غَبِّيّ حامل في 26 يوم

الغَبِّيّ أو القوبي أو الجوبي (باللاتينية: Poecilia reticulata)، (بالإنجليزية: Guppy) يعتبر بأنواعه المختلفة من أفضل أسماك الزينة المعروفة كما أنه الأكثر شعبية لدى المربيين، وهو السمك المفضل سواء للمبتدئ أو الهاوي المتمرس، موطنه الأصلي أمريكا الوسطى والبرازيل لكنه يوجد الآن في كل مكان حيث أنه سهل التفقيس في الأسر.
هذا النوع لديه تشكيلة كبيرة من الألوان والأشكال ولاتكاد تتشابه سمكتين مع بعضهما البعض، وهناك الكثير من الأشكال المختلفة للزعانف، بعض من أشكال هذه الزعانف والأكثر شيوعا هو الذيل الدائري والمدبب والذي على شكل المروحة والمهدول والمثلث.
ويعتبر من سمك النشيط، ينطلق بشكل جماعات ودائما في تحرك. ومع إنهم سمك جماعي وسلمي ويتعايشوا بسهولة مع رفقائهم من البلاتي والسوردتيل، إلا أنهم قد يطاردون صغار السمك ويهاجمون زعانف سمك البيتا أو سمك سياميس فايتر ذوي الزعانف الجميلة في أغلب الأحيان.
الحوض الأفضل لهذا السمك هو الذي تكون أرضيته مفروشة بالحصوات الصغيرة الجيدة ومزروع بشكل جيد ومكثف إلى حدٍ ما مع بعض النباتات العائمة (السراخس)، حيث أن هذا النوع من النباتات يزوده بقليلا من الغذاء بالإضافة كونه مخابئ طبيعية لصغاره حتى يكبرون بما فيه الكفاية. أكثر أنواع الغَبِّيّ تتكيف بسرعة في مختلف الأحواض، إلا أن الأنوع الأصلية منها يمكن أن يكون أكثر حساسية وتتطلب انتباه أكثر.وتُستخدم أسماك الغبي ككائن نموذجي في مجالات علم البيئة والتطور والدراسات السلوكية كما أنهم قادرون على التأقلم مع المياه المالحة بالكامل مثل أبناء عمومتهم من المولييختلف حجم أسماك الغبي، ولكن يتراوح طول الذكور عادةً بين 1.5 و4 سم ويتراوح طول الإناث بين 3 و7 سم 
تنتج إناث أسماك الغبي ذرية لأول مرة في عمر 10-20 أسبوعًا، وتستمر في التكاثر حتى عمر 20-34 شهرًا. تنضج أسماك الغبي الذكور في 7 أسابيع أو أقل لدى أسماك الغبي نظام تزاوج يُسمى تعدد الأزواج، حيث تتزاوج الإناث مع عدة ذكورفي بعض الاحيان يوضع ذكر مع6 اناث
يلعب اختيار أنثى الغبي دورًا مهمًا في التزاوج المتعدد. تنجذب إناث الغبي إلى الذكور ذات الألوان الزاهية، وخاصة تلك ذات البقع البرتقالية على الخاصرة. يمكن أن تكون البقع البرتقالية بمثابة مؤشر على اللياقة البدنية الأفضل، حيث لوحظ أن الذكور ذات البقع البرتقالية تسبح لفترة أطول في تيار قويويتجنب التزاوج الداخلي (المحارم)ويعود بشكلٍ كبير إلى التعبير عن طفراتٍ متنحيةٍ ضارةٍ متماثلة وفي التنافس بين الحيوانات المنوية من ذكرٍ غير ذي صلةٍ وذكرٍ كامل(يفضلون الزواج من غير الاشقاء لتجنب الطفرات المتنحية )
قد يتأثر اختيار الإناث للتزاوج أيضًا باختيار أنثى أخرى. في إحدى التجارب، راقبت إناث أسماك الغبي ذكرين، أحدهما منفرد والآخر يُغازل أنثى أخرى بنشاط، وأُتيحت لها فرصة الاختيار بينهما. قضت معظم الإناث وقتًا أطول بجانب الذكر الذي كان يُغازل
تُعد أسماك الغبي من الأسماك التي تلد بكثرة.وتختلف فترة حمل أسماك الغبي بشكل كبير، حيث تتراوح من 20 إلى 60 يومًا عند درجة حرارة تتراوح من 25 إلى 27 درجة مئوية وتعتمد على العديد من العوامل البيئيبمجرد تلقيحها، تستطيع إناث أسماك الغبي تخزين الحيوانات المنوية في مبايضها وقنواتها التناسلية
تفضل أسماك الغبي درجات حرارة مياه تتراوح بين ٢٢.٢ و٢٦.١ درجة مئوية (٧٢-٧٩ درجة فهرنهايت) للتكاثر. تتميز إناث الغبي الحوامل ببقع حمل متضخمة وداكنة بالقرب من فتحات الشرج. قبل الولادة مباشرة، يمكن رؤية عيون الصغار من خلال الجلد الشفاف في هذه المنطقة من جسم الأنثى. عند الولادة، تُسقط الصغار بالتتابع، عادةً على مدار ساعة إلى ست ساعات. تضع أنثى الغبي من ٢ إلى ٢٠٠ زريعة في المرة الواحدة، مع أن العدد يتراوح عادةً بين ٣٠ و٦٠إذا تم وضع أنثى في صندوق التكاثر مبكرًا جدًا، فقد يتسبب ذلك في إجهاضها.